# Hallsville (Missouri)
Hallsville és una població dels Estats Units a l'estat de Missouri. Segons el cens del 2000 tenia 978 habitants.

## Demografia
Segons el cens del 2000, Hallsville tenia 978 habitants, 404 habitatges, i 275 famílies. La densitat de població era de 517,3 habitants per km².
Dels 404 habitatges en un 37,6% hi vivien nens de menys de 18 anys, en un 52,7% hi vivien parelles casades, en un 12,4% dones solteres, i en un 31,9% no eren unitats familiars. En el 28% dels habitatges hi vivien persones soles el 12,4% de les quals corresponia a persones de 65 anys o més que vivien soles. El nombre mitjà de persones vivint en cada habitatge era de 2,42 i el nombre mitjà de persones que vivien en cada família era de 2,98.
Per edats la població es repartia de la següent manera: un 29,7% tenia menys de 18 anys, un 5,9% entre 18 i 24, un 30,8% entre 25 i 44, un 22,9% de 45 a 60 i un 10,7% 65 anys o més.
L'edat mediana era de 34 anys. Per cada 100 dones de 18 o més anys hi havia 77,8 homes.
La renda mediana per habitatge era de 35.536 $ i la renda mediana per família de 49.531 $. Els homes tenien una renda mediana de 30.417 $ mentre que les dones 25.227 $. La renda per capita de la població era de 18.282 $. Entorn del 2,6% de les famílies i el 6,6% de la població estaven per davall del llindar de pobresa.

## Poblacions més properes
El següent diagrama mostra les poblacions més properes.